# Argia indocilis
Argia indocilis é uma espécie da ordem odonata, que foi descrita pela primeira vez por Luisa Eugenia Navas, em 1934. Argia indocilis pertence ao gênero Argia e à família Coenagrionidae.